# Södermanlands runinskrifter Fv1948;295
Runinskrift Sö Fv1948;295 är ristad på en runsten som står nordväst om Lunda kyrka i Lunda socken. Stenen står under en stor ask strax intill kyrkans parkeringsplats.

## Stenen
Runstenen påträffades 1947 i samband med en utgrävning för prästgårdens källare. Ornamentiken uppvisar ett vackert motiv med en ormslinga som med svansen i basen lägger en ögla om sin egen hals. Ormen är sedd i fågelperspektiv. Huvudet med runda ögon och kluven tunga riktas uppåt mot ett kristet stavkors, som mest liknar ett livsträd (Yggdrasil) och vars stam är fylld med kvistrunor. I övrigt består ristningen av normalrunor och stilen är Ringerike.

## Inskriften
Translitterering av runraden:
: halftan ÷ rasþi : st(a)- ...si : at : raknualt : faþur : sin : ouk : tan · bruþur sin þrutaʀ þiak(n)a
Normalisering till runsvenska:
Halfdan ræisþi stæi[n þann]si at ʀagnvald, faður sinn, ok Dan, broður sinn, þrottaʀ þiagna.
Översättning till nusvenska:
Halvdan reste denna sten efter Ragnvald, sin fader, och Dan, sin broder, dugande män.

## Källa
- Runstenar i Södermanland, red. Ingegerd Wachtmeister, Södermanlands museum, 1984, ISBN 91-85066-52-4
- Jansson, Sven B. F. (1948). Sörmländska runstensfynd. http://kulturarvsdata.se/raa/dokumentation/b34cb0ce-b4f5-4516-8088-ae4567b13f08. Läst 28 april 2020.

1. ↑  Fornminnesregistret: 60:1
2. 1 2  Samnordisk runtextdatabas, Sö Fv1948;295, 2014